# Timofei Nikolajewitsch Melnik
Timofei Nikolajewitsch Melnik (russisch Тимофей Николаевич Мельник, geb. 1. März 1911 im Dorf Kossorscha, Gouvernement Kursk; gest. 13. April 1985) war ein sowjetischer Kriegsfotograf.

## Lebensweg
Timofei Nikolajewitsch Melnik wurde am 1. März 1911 im Dorf Kossorscha im Gouvernement Kursk in eine Bauernfamilie geboren. Nach dem russischen Bürgerkrieg, Anfang der 1920er Jahre, zog die Familie in die damalige ukrainische Hauptstadt Charkiw, wo der Vater eine Stelle als Arbeiter im Zentralverlag gefunden hatte. Nach fünf Jahren Schulbildung begann Timofei Melnik eine Lehre als Fotolaborant in der Redaktion von Kommunist, der Zeitung des Zentralkomitees der Kommunistischen Partei der Ukraine. Melnik fotografierte auch selbst und schon bald wurde der Fotolaborant auch als Fotokorrespondent der Zeitung Kommunist eingesetzt. Einige seiner Fotos wurden auch von anderen Zeitungen gedruckt. Melnik nahm ein berufsbegleitendes Abendstudium an der Arbeiterfakultät der Hochschule für Polygrafie von Charkiw auf und schloss es im Jahr 1931 ab. Anschließend wurde Melnik vom Zentralkomitee des kommunistischen Jugendverbandes Komsomol der Ukraine an die Abendfakultät der Filmschule der Arbeiterjugend delegiert. Auf einer Ausstellung für Fotokunst in Moskau im Jahr 1937 wurden vier von Melniks Fotos ausgestellt und eines davon ausgezeichnet.
Bald darauf wurde Melnik zum Militärdienst in die Rote Armee einberufen und kam zu einer Fliegereinheit. Dort wurde er als Militär-Journalist eingesetzt.
Als am 22. Juni 1941 der deutsch-sowjetische Krieg begann, arbeitete Melnik in Riga für die Zeitung Für die Heimat des Baltischen Militärbezirks der Sowjetunion. Durch den Kriegsausbruch wurde die Zeitung Für die Heimat zur Frontzeitung. Als im Gebiet Riga die Kampfhandlungen begannen, erhielt die Redaktion den Befehl, die lettische Stadt zu verlassen. Drei Redaktionsfahrzeuge mit allen Gerätschaften, die für den Druck der Zeitung erforderlich waren, setzen sich ostwärts ab. Unterwegs veröffentlichte die Redaktion die ersten Kriegsausgaben ihrer Zeitung. Aus dem Jahr 1941 sind nur wenige Fotos von Melnik erhalten, darunter einige Porträts sowjetischer Soldaten, die sich im Kampf hervorgetan hatten. Wenn gerade kein Textredakteur dabei war, schrieb Melnik selbst einfache Texte zu seinen Fotos.
Melnik fotografierte die denkwürdige Parade der Roten Armee am 7. Oktober 1941 in Moskau auf dem Roten Platz zum Jahrestag der Oktoberrevolution von 1917, während in kaum mehr als 30 Kilometern Entfernung schon deutsche Truppen vor den Toren Moskaus standen. Direkt nach der Parade zogen viele der etwa 28.500 Soldaten, die daran teilgenommen hatten, an die nahe gelegene Front.
Im März 1942 wurde Melnik während der Kämpfe bei Staraja Russa schwer verwundet und verbrachte zwei Monate im Lazarett. Er hatte nah am Herz einen Geschosssplitter in die Brust bekommen, der ihn sein ganzes Leben lang beeinträchtigte.
Nach seiner Entlassung aus dem Lazarett kehrte Melnik als Fotokorrespondent der Zeitung der 11. Armee namens Banner der Sowjets an die Nordwestfront zurück.
Melnik fotografierte zunächst mit einer FED, später mit einer Leica. Sein bescheidenes mobiles Fotolabor richtete er in Erdbunkern oder Unterständen ein. Strom für den Vergrößerungsapparat lieferte ein kleines Stromerzeugungsaggregat der Redaktion. Melnik arbeitete mit sowjetischem, nicht sehr lichtempfindlichen Filmmaterial und machte Abzüge im Format 9 mal 12 Zentimeter, die gut in die Zink-Klischees seiner Zeitung passten.
Im Jahr 1942 fotografierte Melnik die Kämpfe in der Schlacht von Rschew, im Sommer 1943 fotografierte Melnik bei den Panzerschlachten im Kursker Bogen.
Selbstverständlich gab es für die sowjetischen Militärfotografen Pflichtmotive, die ständig fotografiert wurden: sowjetische „Helden“, Parteiversammlungen, Verleihungen von Auszeichnungen, kulturelle Darbietungen der Frontbetreuung, Geschenke aus dem Hinterland, Politunterricht, Zeitungslektüre und so weiter. Oft kamen solche Fotos auf die Titelseiten. Ebenso selbstverständlich fotografierten die sowjetischen Militärfotografen nicht alles, was sie sahen; und nicht alles, was sie fotografierten, wurde veröffentlicht. So durften Flucht- und Evakuierungsszenen ebenso wenig fotografiert werden wie etwa zerstörtes sowjetisches Kriegsgerät. Gezeigt wurde nur zerstörtes deutsches Kriegsgerät und deutsche Gefallene. Als in einer landesweit verbreiteten Zeitung ein Foto erschien, das zerstörte, vermeintlich deutsche Kriegstechnik zeigte, sich aber später herausstellte, dass es sich dabei um ausländische Waffen handelte, die die West-Alliierten der Sowjetunion zur Verfügung gestellt hatten, (siehe: Leih- und Pachtgesetz) wurde der betreffende Fotograf in ein Strafbataillon versetzt. Die Einseitigkeit sowjetischer Bildberichterstattung führte zu einem auffälligen Mangel an Darstellungen des Leids. Als die sowjetischen Schriftsteller Ales Adamowitsch und Daniil Granin etwa ein „Blockadebuch“ über die Belagerung Leningrads schreiben wollten, fanden sie kaum zur Illustration geeignete Fotos, weil die Armeereporter in Leningrad aus propagandistischen Gründen nur Aufnahmen von kraftvollen, mutigen, widerstandsfähigen Menschen angefertigt hatten.
Ende 1943 wurde Melnik auf Befehl des politischen Oberkommandos der Roten Armee zum Front-Korrespondenten der Zeitung Stalinscher Falke ernannt, des Zentralorgans der sowjetischen Luftstreitkräfte. Das bedeutete für Melnik strengere ideologische Kontrolle, aber auch mehr Sichtbarkeit seiner Arbeit. Die Fotografen des Stalinschen Falken wurden besser mit Ausrüstung und Arbeitsmaterial versorgt und mussten nicht ständig dem jeweiligen Kampfgeschehen hinterherreisen. Sie berichteten von der gesamten Westfront, allerdings fast nur über die sowjetische Luftwaffe. Jedoch verbot niemand dem Fotografen, für sich selbst zu fotografieren. Für die Zeitung Stalinscher Falke fotografierte Melnik klassische Motive wie zum Beispiel im Sturzflug angreifende sowjetische Bomber, Jagdflugzeuge im Luftkampf, Schlachtflugzeuge vom Typ Iljuschin Il-2. Oft fotografierte er aus dem Cockpit eines parallel fliegenden Flugzeuges. Er machte auch Aufnahmen aus dem Alltag auf den Feldflugplätzen, etwa von der technischen Wartung der Flugzeuge und ihrer Munitionierung. Daneben fotografierte Melnik gelegentlich auch bei offiziellen Anlässen sowie gestellte Genre-Szenen, etwa: Drei Piloten sitzen neben einem Kampfflugzeug im Gras, einer von ihnen zeigt den beiden anderen ein Foto seiner Liebsten.
Melnik folgte der sowjetischen Front westwärts; er fotografierte bei den Kämpfen im Raum Königsberg in Ostpreußen und später dann auch bei der Schlacht um Berlin. Seine Fotos zeigen Straßenkämpfe, Panzer und Sturmgeschütze, die auf das Reichstagsgebäude vorrücken, brennende Häuser, Kolonnen deutscher Kriegsgefangener, singende und Akkordeon spielende Sowjetsoldaten vor der Siegessäule im Berliner Tiergarten und schließlich, im Mai 1945, die Unterzeichnung der Urkunde über die Bedingungslose Kapitulation Deutschlands in Berlin-Karlshorst und die sowjetische Siegesparade am 24. Juni 1945 in Moskau.
Melnik erhielt den Orden des Vaterländischen Krieges, zweimal den Orden des Roten Sterns und zwei Medaillen „Für Verdienste im Kampf“; ferner Medaillen, die für die Verteidigung sowjetischer „Helden-Städte“ und für die Einnahme europäischer Hauptstädte vergeben wurden.
Nach Kriegsende arbeitete Melnik zunächst weiter für die Luftwaffen-Zeitung Stalinscher Falke. 1953 wurde Melnik Leiter der Bildabteilung der Zeitung Sowjetische Luftfahrt. Später kam er zur größten Armeezeitung der UdSSR, dem Roten Stern. Dort fotografierte er weniger selbst. Wegen der Langzeitfolgen seiner Kriegsverletzung wurde Melnik im Jahr 1960 im Rang eines Obersten der Luftstreitkräfte zur Reserve versetzt, fotografierte jedoch weiterhin, unter anderem für die Zeitungen Prawda und Moskowskije Nowosti.
1948 nahm Melnik mit drei seiner Fotografien an der Ausstellung „Der Große Vaterländische Krieg in der künstlerischen Fotografie“ in Moskau teil. 1965 war er mit fünf Fotos auf der Moskauer Ausstellung zum zwanzigsten Jahrestag des Sieges über das faschistische Deutschland vertreten. Er nahm auch an der Ausstellung „Der Siebenjahresplan in Aktion“ teil. Mehrere seiner Fotos erhielten Auszeichnungen.
Timofei Nikolajewitsch Melnik starb am 13. April 1985.

## Militärische Auszeichnungen
- Orden des Vaterländischen Krieges
- Orden des Roten Sterns (zweimal)
- Medaille „Für Verdienste im Kampf“ (zweimal)